# アサーティブ (音響測定艦)
アサーティブ(USNS Assertive, T-AGOS-9)はスタルワート級音響測定艦の9番艦である。
アサーティブは2004年にアメリカ海軍から退役し、3月31日にアメリカ海洋大気庁(NOAA)に移管された。NOAAは1960年代から運用していた漁業調査船デイビッド・スター・ジョーダンを更新するため、アサーティブを2008年頃までに漁業調査船に改造する事を計画していたが、結局アサーティブを改造するよりも新たな艦を建造するほうがコストパフォーマンスが良いと判断され、この改造計画は実施されなかった。2008年12月11日にアサーティブは連邦海事局に移管され、同月17日にはシアトル海軍学校に移った。
アサーティブは、シアトル海軍学校で夏に30日間の練習航海に使われ、それ以外の時期は工学研究所横のドックに揚げられる。2009年現在、生徒らは何ら制限なく利用できる。教師らと生徒らの検査によって電気システムが機能していないことがわかっており、また、離岸はできない。艦橋には海鳥が巣を作っている。2012年10月、アサーティブは売却リストに入れられた。